# Qianosuchus mixtus
Il qianosuco (Qianosuchus mixtus) è un rettile estinto appartenente agli arcosauri. Visse all'inizio del Triassico medio (circa 240 milioni di anni fa) e i suoi resti sono stati ritrovati in Cina. È considerato il più antico arcosauro ad aver sviluppato uno stile di vita acquatico.

## Descrizione
Il corpo di questo animale, lungo oltre tre metri, era dotato di alcune specializzazioni caratteristiche di un animale adattato alla vita marina.
La coda, ad esempio, era lunga e appiattita lateralmente; le vertebre erano dotate di lunghe espansioni superiori e inferiori. Il qianosuco, inoltre, era sprovvisto di una vera e propria armatura, al contrario dei suoi antenati pesantemente corazzati: erano presenti solo due file di piccoli elementi (osteodermi) che percorrevano longitudinalmente il collo e il tronco. Il lungo muso era dotato di denti lunghi e simili a pugnali, che si incastravano fra loro quando la bocca era chiusa, in modo da catturare prede scivolose come i pesci. Il collo di questo animale, inoltre, era lungo e costituito da vertebre robuste e rinforzate da “costole” utili per l'inserzione di potenti muscoli.
Nonostante queste specializzazioni, il qianosuco non era ancora un animale completamente acquatico: le sue zampe posteriori erano strutturate in modo tale da permettere all'animale una rapida corsa, ed è probabile che la postura fosse quasi eretta, come quella di molti altri arcosauri del suo tempo.

## Classificazione
Descritto da un team di paleontologi cinesi nel 2006, questo animale è stato immediatamente riconosciuto come un esponente del gruppo degli arcosauri, a causa del caratteristico cranio dotato di finestra anteorbitale e delle zampe che implicavano una postura eretta. La scoperta più recente, avvenuta nel 2012, di un animale piuttosto simile (Diandongosuchus) proveniente da strati di poco più recenti e sempre dalla Cina, ha permesso di chiarire le parentele di Qianosuchus: questo animale e il suo stretto parente erano probabilmente dei rappresentanti basali dei poposauroidi, un gruppo di arcosauri crurotarsi dalle insolite specializzazioni.

## Stile di vita
Probabilmente il qianosuco era un predatore che viveva in acque costiere poco profonde; inseguiva la preda usando la potente coda per spostarsi e direzionava il suo nuoto grazie ai movimenti del corpo e agli arti. Il forte collo era probabilmente utile per arpionare improvvisamente la preda.
Il qianosuco è considerato il più antico arcosauro ad aver sviluppato abitudini acquatiche, 40 milioni di anni prima di altre linee evolutive più note (come i coccodrilli). In seguito, nel corso del Giurassico, gli arcosauri si specializzarono maggiormente verso un habitat acquatico (ad esempio Teleosauridae e Metriorhynchidae).